# جمال ابوعابد
جمال ابوعابد (انگلیسی: Jamal Abu-Abed؛ زادهٔ ۱۹ ژانویهٔ ۱۹۶۵) بازیکن سابق و مربی فوتبال اهل اردن است.
از باشگاه‌هایی که در آن بازی کرده‌است می‌توان به باشگاه ورزشی الفیصلی اشاره کرد.
وی همچنین در تیم ملی فوتبال اردن بازی کرده‌است.